# Nephelistis stellans
Nephelistis stellans là một loài bướm đêm trong họ Noctuidae.